# Terny Beni Hdiel
Terny Beni Hdiel (em árabe: تيرنى بنى ھديل) é uma cidade e comuna localizada na província de Tremecém, no noroeste da Argélia. Em 2008, sua população era de 5 737 habitantes.